# Joe Applebaumer
Joe Applebaumer er en amerikansk fribryder, bedst kendt af mange fra XPW som Pogo the Clown. 

## Biografi
Joe Applebaumer kæmpede i begyndelsen af sin karriere som "Bad Apple" Joe Applebaumer i små forbund som APW og PCW. Han fejdede ofte med Steve Rizzono.

### Xtreme Pro Wrestling
I XPW blev Joe kendt som Pogo the Clown. Her fejdede han igen med Steve Rizzono, og Applebaumer har den tvivlsomme ære at stå bag enden på Steve Rizzonos karriere, med sin sjuskede wrestling. I slutningen af 2002 havde han en fejde med The Sandman over en række shows, en fejde der mindede mistænkeligt meget om en lign. fejde fra ECW, hvor The Sandman fejdede med Raven.